# Voivodato di Mścisław
Il voivodato di Mscislaw (in polacco Województwo Mścisławskie) è stato un'unità di divisione amministrativa e governo locale del Granducato di Lituania e della Confederazione Polacco-Lituana dal XV secolo fino alla spartizione della Polonia del 1795.
Sede del governo del voivodato era Mscislaŭ.

## Voivodi
- Janusz Skumin Tyszkiewicz (1621-1626)
- Mikołaj Kiszka (1626-1636)
- Fryderyk Sapieha (1647-1650)